# 葉朝采
葉朝采（？年—？年）。浙江省錢塘縣人，道光十五年（1835年）乙未科進士。曾任四川省巴縣知縣、羅江縣知縣。曾任道光《重慶府志》提調校勘。